# Auli’i Cravalho
Auliʻi Cravalho (Kohala, 2000. november 22. –) amerikai színésznő, énekesnő.
Legismertebb alakítása Vaiana eredeti hangja a Vaiana  (2016) és a Ralph lezúzza a netet (2018) című animációs filmekben. A 2020-as A remény turnébusza című filmben is szerepelt.

## Fiatalkora
Cravalho a hawaii-i Kohalában született. Édesanyja Puanani Cravalho, hawaii őslakos, édesapja Dwayne Cravalho puerto rico-i, portugál, kínai és ír származású.

## Pályafutása
Cravalho elmondta, hogy kezdetben nem ment el a Vaiana meghallgatására, mert "a YouTube-on keresztül már nagyon sok remek beadvány érkezett". Egy oahui tehetséggondozó azonban felfedezte őt egy jótékonysági versenyen és meghívta a meghallgatásra. The Walt Disney Company-nál elmondták, hogy Cravalho volt az utolsó, aki több száz színésznő közül meghallgattak.
2017 februárjában bejelentették, hogy bekerült az NBC Rise című drámájának bevezető részébe, amelyet 2017. május 4-én rendeltek be. A sorozat premierje 2018. március 13-án volt, de az NBC lemondott a sorozatról alacsony nézettség miatt.
2017 novemberében Cravalho bejelentette, hogy újra Moana lesz.
2019. november 5-én Cravalho megkapta Ariel  szerepét az ABC The Little Mermaid Live!  élőszereplős koncertfeldolgozásában. 2020-ban  A remény turnébusza című filmben játszott, amit Brett Haley rendezett a Netflix számára.

## Magánélete
2020 áprilisában Cravalho nyilvánosan elmondta, hogy biszexuális.

## Filmográfia

### Film
| Év   | Magyar cím              | Eredeti cím               | Szerep          | Magyar hang           |
| ---- | ----------------------- | ------------------------- | --------------- | --------------------- |
| 2016 | Vaiana                  | Moana                     | Vaiana (hangja) | Faluvégi Fanni        |
| 2017 |                         | Moana: Gone Fishing       | Vaiana (hangja) |                       |
| 2018 | Ralph lezúzza a netet   | Ralph Breaks the Internet | Vaiana (hangja) | Faluvégi Fanni        |
| 2019 |                         | The Little Mermaid Live!  | Ariel           |                       |
| 2020 | A remény turnébusza     | All Together Now          | Amber Appleton  | Rudolf Szonja         |
| 2020 | A remény turnébusza     | All Together Now          | Amber Appleton  | Faluvégi Fanni (ének) |
| 2022 | Váratlan szerelem       | Crush                     | AJ Campos       |                       |
| 2022 |                         | Darby and the Dead        | Capri Donahue   |                       |
| 2023 | Volt egyszer egy stúdió | Once Upon a Studio        | Vaiana (hangja) | Faluvégi Fanni        |
| 2024 | Vaiana 2.               | Moana 2                   | Vaiana (hangja) | Faluvégi Fanni        |

### Televízió
| Év    | Magyar cím                                 | Eredeti cím                            | Szerep                | Megjegyzések                             |
| ----- | ------------------------------------------ | -------------------------------------- | --------------------- | ---------------------------------------- |
| 2018  |                                            | Rise                                   | Lilette Suarez        | főszereplő (10 epizód)                   |
| 2019  |                                            | Weird City                             | Rayna Perez           | 1 epizód                                 |
| 2019  | Elena, Avalor hercegnője                   | Elena of Avalor                        | Veronica (hangja)     | 1 epizód                                 |
| 2023– | Hailey megoldja!                           | Hailey's On It!                        | Hailey Banks (hangja) | főszereplő magyar hangja Bernáth Nina    |
| 2023  |                                            | The Power                              | Jos Cleary-Lopez      | főszereplő (8 epizód)                    |
| 2023  | Lego Disney hercegnők: Kaland a kastélyban | Lego Disney Princess: The Castle Quest | Vaiana (hangja)       | különkiadás magyar hangja Faluvégi Fanni |